# Walckenaeria wunderlichi
Walckenaeria wunderlichi är en spindelart som beskrevs av Andrei V. Tanasevitch 1983. Walckenaeria wunderlichi ingår i släktet Walckenaeria och familjen täckvävarspindlar. Inga underarter finns listade i Catalogue of Life.